# Retterath
Retterath település Németországban, Rajna-vidék-Pfalz tartományban. Lakosainak száma 310 fő (2023. december 31.).

## Népesség
A település népességének változása:
| Lakosok száma | 323  | 316  | 314  | 298  | 315  | 310  |
|               | 1975 | 2017 | 2019 | 2021 | 2022 | 2023 |